# Intercambiador Mishima Kawanoe

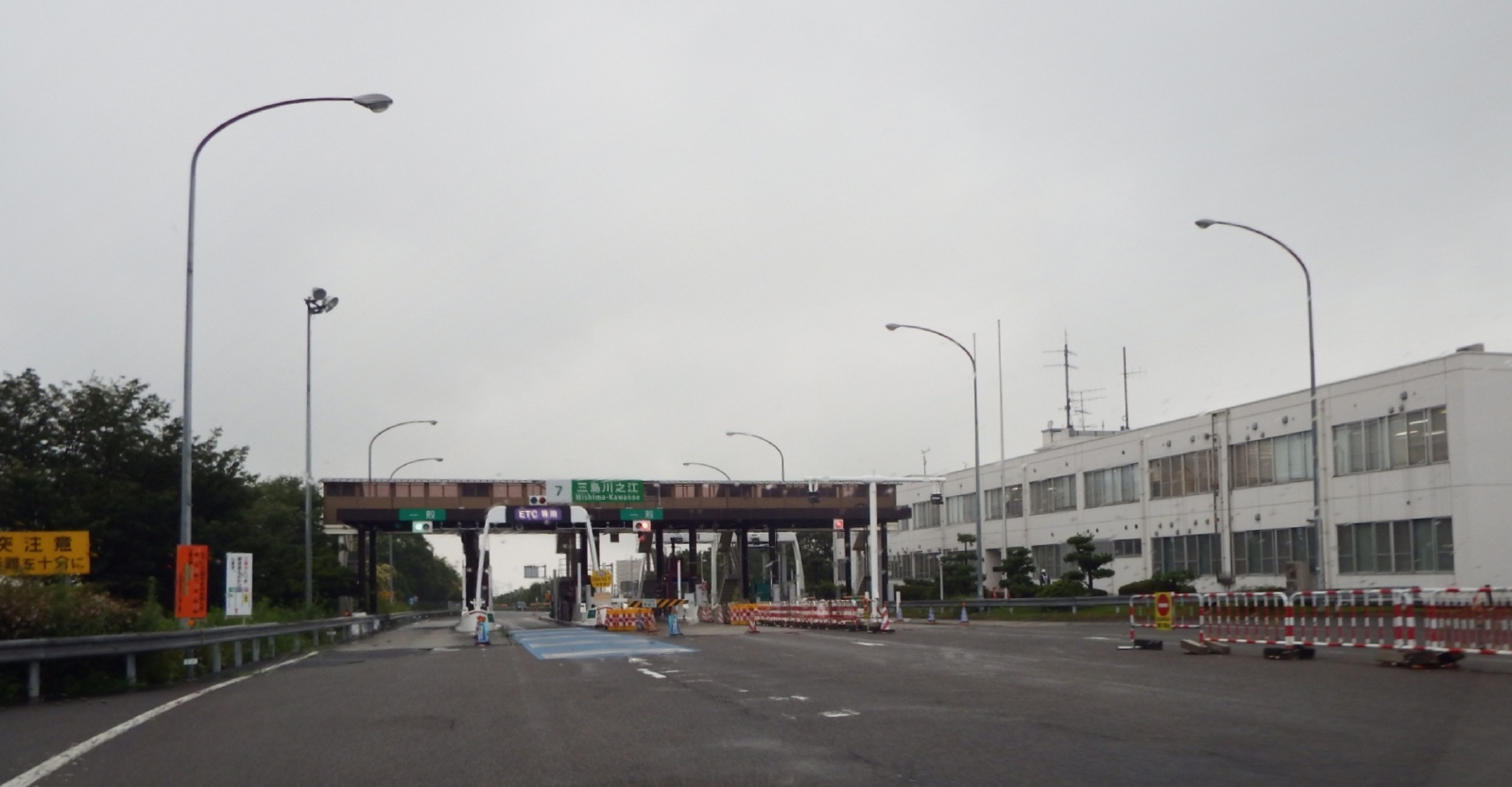
ntercambiador Mishima Kawanoe.

El intercambiador Mishima Kawanoe (三島川之江インターチェンジ Mishima Kawanoe Intāchenji?) es un intercambiador que se encuentra en lo que fue la ciudad de Iyomishima (actualmente forma parte de la ciudad de Shikokuchuo) de la prefectura de Ehime. Es el primer intercambiador de la autovía de Matsuyama viniendo desde la prefectura de Kagawa.

## Características
Fueron junto al contiguo intercambiador Doi los primeros intercambiadores de la región de Shikoku. Los dos intercambiadores fueron inaugurados en simultáneo con el tramo de la autovía de Matsuyama que se extiende entre ambos, siendo inaugurada el 27 de marzo de 1985.

## Cruces importantes
- Ruta Nacional 11
- Ruta Nacional 192 (no en forma directa)

## Alrededores del intercambiador
- Castillo de Kawanoe
- Meseta de Suiha (翠波高原 Suiha-kōgen?)
- Fuji GRAND Sucursal Kawanoe
- Jusco (ジャスコ Jasuko?) Sucursal Kawanoe

## Empalme anterior e intercambiador posterior
- Autovía de Matsuyama

Empalme Kawanoehigashi << Intercambiador Mishima-Kawanoe >> Intercambiador Doi